# Chiesa di Santa Maria in Camuccia
La chiesa di Santa Maria in Cammuccia è una chiesa di Todi (PG) eretta alla fine del XII sec..

## Storia e descrizione
La necessità di una chiesa molto grande per ospitare tutti i fedeli, data l'eccessiva pendenza del terreno su cui venne edificata, si vide l'obbligatorietà di erigerla su 2 piani.
Nel 1393 ospitò una congregazione di domenicani, i quali lasciarono delle impronte nella chiesa, tra cui un affresco della Madonna nel piano inferiore, così come nel piano superiore ampliandolo.
La facciata ha forma quadrata, mentre l'interno è ad unica navata con tre cappelle su ogni lato.
Nell'interno vi è una statua della Madonna con bambino benedicente nota come Sedes Sapientiae.
La testa della vergine non è originale è del XVI secolo. Quella del Bambino è barocca.
All'altare maggiore è una tela con la Madonna e Santi di Bartolomeo Barbiani.
In chiesa è anche una tela con San Domenico Soriano e Sante di Andrea Polinori.